# (13033) Gardon
(13033) Gardon ist ein Asteroid des Hauptgürtels, der am 7. Oktober 1989 vom belgischen Astronomen Eric Walter Elst am La-Silla-Observatorium (IAU-Code 809) der Europäischen Südsternwarte in Chile entdeckt wurde.
Der Asteroid wurde am 19. August 2008 nach dem französischen Fluss Gardon benannt, der im Gemeindegebiet von Saint-Martin-de-Lansuscle im Nationalpark Cevennen entspringt und als Gard bei Comps als rechter Nebenfluss in die Rhone mündet.